# Osornophryne sumacoensis
Osornophryne sumacoensis es una especie de anfibios de la familia Bufonidae.
Es endémica de Ecuador.
Su hábitat natural son los montanos secos.